# 桑貢戈
桑貢戈是西非國家安哥拉的城鎮，由庫內納省負責管轄，位於該國西南部，處於羅安達以南約850公里，毗鄰與納米比亞接壤的邊境，鎮上有機場設施，人口估計約5,000。